# Huschang Schah

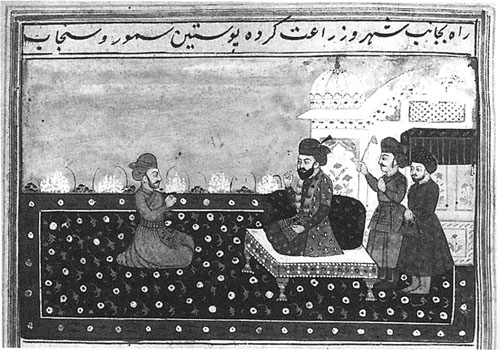
Illustration aus einer gekürzten Prosafassung des Schāhnāme aus Kaschmir (18. Jh.); dargestellt ist der mythische König Huschang

Huschang (persisch هوشنگ Hūšang oder Hōšang, auch Haoschanha im Avesta), genannt auch Huschang Schah, nimmt als der zweite König in der persischen Mythologie eine wichtige Rolle in der Entwicklung der Menschheit ein. Er ist der Sohn von Sijāmak (genannt auch „König der sieben Länder“) und Enkel von Gayomarth. Zunächst rächte er den Tod seines Vaters, indem er Ahrimans Sohn, dem Schwarzen Dämon, mit einer großen Armee aus Feen, Leoparden, Tigern, Löwen, Wölfen und Vögeln entgegenzog, ihn besiegte, fesselte und dessen hässlichen Kopf abschnitt.

## Huschang im Schahname – Sage II
Huschang (bei Rückert Hoscheng) herrscht vierzig Jahre als Padischah. Er setzt als verständiger und weiser Herrscher den von seinem Vater begonnenen Aufbau der menschlichen Zivilisation fort. Huschang entdeckt durch Zufall – durch einen Steinwurf nach einer Schlange, wobei der Stein auf einen Felsen trifft und einen Funken schlägt – das Geheimnis, wie mit Hilfe von Steinen Feuer gemacht werden kann. Als Folge dieses Wissen wird es ihm möglich, mit Hilfe des Feuers aus Erz Eisen zu erzeugen, woraus dann Äxte, Sägen und Beile hergestellt werden können. Huschang domestiziert für den Menschen die ersten Haustiere wie Rind, Esel sowie Schaf und gibt den Menschen Fell und Leder zur Bekleidung. Zudem macht er Land urbar, sät Samen auf den neu angelegten Feldern aus und bewässert die Felder. Nach der Gesellschaft der Jäger und Sammler entsteht die erste Agrargesellschaft. Huschang gibt den Menschen die ersten Gesetze, begründet das Staatswesen und gilt als erster König der „Iranier“.

Als Dankesfest stiftet Huschang das Fest des Feuers Sede oder Sadeh. Er legt fest, dass das Feuer von nun an heilig sei und als Abglanz Gottes des Schöpfers der Welt verehrt werden soll: 

„Der Weltherr vor dem, der die Welt erschuf,
Brachte Gebet dar und Dankes Ruf,
Daß solcher Leitung Licht er gab;
Darauf das Feuer zur Richt' er gab,
Sprechend: "Ein Gottesglanz das ist,
Den bet an, wenn du weise bist."“

Huschang hat einen Sohn namens Tahmorath (auch Tahmuras geschrieben), der ihm nach 40 Jahren auf dem Thron nachfolgt.
Nachdem in Sage I das Grundthema des Epos, der Kampf des Guten gegen das Böse, eingeführt worden ist, wird in Sage II ein weiterer Baustein der persischen Mythologie, das Feuer (atash) als Abglanz Gottes, vorgestellt. Die Verehrung der Heiligkeit des Feuers findet bis heute in den zarathustrischen Feuertempeln (atash kadeh) statt.